# Zosimus
Zosimus, född i Grekland, död 26 december 418, var påve från den 18 mars 417 till sin död, 26 december 418. Helgon i katolska kyrkan, med festdag 26 december.

## Biografi
Zosimus skall, enligt Liber Pontificalis, ha varit grek och hans fars namn skall ha varit Abram. Faderns namn är typiskt judiskt och inte grekiskt, vilket har lett till att forskare har antagit att han skulle kunna ha varit jude egentligen, eftersom Liber Pontificalis ibland blandar ihop uppgifter. 
Inget är känt om Zosimus liv innan han valdes till påve. Han konsekrerades den 18 mars 417. Biskop Patroclus av Arles närvarade vid festligheterna, och mottog några dagar senare privilegiet att upphöjas till metropolit över alla biskopar i Vienne och Narbonne samt till ett slags påvlig ställföreträdare i hela Gallien; med detta inledde han en maktkamp mellan Arles å ena sidan, och biskopsdömena Vienne, Narbonne och Marseille, som inte skulle lösas förrän Leo den stores pontifikat.
Innocentius I hade fördömt Celestius, en anhängare av pelagianismen. Strax efter att Zosimus blivit påve uppsöktes han av denne Celestius, som ville ursäkta sig efter att han därtill blivit utvisad från Konstantinopel samt fördömd av ett koncilium i Karthago. Zosimus lät ta upp fallet i en synod i Rom, och lät sig övertalas om att Celestius blivit dömd på orätta grunder, eftersom denne gav tvetydiga bekännelser till katolicismen. Zosimus förklarade att han inte kunde bevisa att Celestius fortfarande vidhöll sin kätterska lära, och upphävde därför den tidigare domen mot Celestius som biskoparna i Karthago utfärdat. En kort tid efter denna friande dom erhöll Zosimus liknande betygelser från Pelagius, som också skickade en förklaring om den fria viljan som kyrkan hade fördömt som kättersk. Även Pelagius hördes en andra gång, vid en synod som Zosimus sammankallade till, och även hans dom upphävdes, eftersom hans försvarare lyckades förleda de närvarande biskoparna. Men denna gång förklarade Zosimus att han inte ville avlägga en definitiv dom, utan att först höra de afrikanska biskoparna. Först efter att han fått ett brev från kejsar Honorius, och de afrikanska biskoparna invänt mot besluten, ändrade Zosimus uppfattning om de båda pelagianerna. Han lade då fram sin Tractoria i vilken pelagianismen fördöms.
Det dröjde dock inte länge förrän Zosimus hamnade i en ny konflikt med de afrikanska biskoparna, nu om påvens jurisdiktionsrätt såsom sista beslutande instans, över de andra biskopsdömena. De hamnade också i strid om en paragraf som påven under denna tid antog höra från första konciliet i Nicaea; senare har det visat sig att det kom från konciliet i Sardica. Frågan vilket koncilium som paragrafen hörde från, blev därefter länge ett tvistoämne mellan kyrkorna.
Det finns många dokument bevarade från Zosimus, bland annat utförliga brev till biskopar. Liber Pontificalis uppger att han utfärdade ett förbud mot präster att besöka tavernor.
Zosimus är begravd i gravkyrkan San Lorenzo in Agro Verano.